# Монгу
Монгу (англ. Mongu)— місто в західній Замбії, столиця Західної провінції і напівавтономного району Бароцеленд. Розташоване на межі заплавної полонини за декілька кілометрів від основного річища Замбезі, з яким з'єднане каналом. Населення 24919 осіб (1980).

## Географія
Монгу розташоване в географічному центрі провінції посеред найбільш густо заселеної її частини на піщаній полонині Бароце, яка щороку затоплюється Замбезі до самих околиць міста.

### Клімат
Місто знаходиться у зоні, котра характеризується кліматом тропічних саван. Найтепліший місяць — жовтень із середньою температурою 27.8 °C (82 °F). Найхолодніший місяць — липень, із середньою температурою 18.9 °С (66 °F).
| Клімат Монгу            | Клімат Монгу | Клімат Монгу | Клімат Монгу | Клімат Монгу | Клімат Монгу | Клімат Монгу | Клімат Монгу | Клімат Монгу | Клімат Монгу | Клімат Монгу | Клімат Монгу | Клімат Монгу | Клімат Монгу |
| Показник                | Січ.         | Лют.         | Бер.         | Квіт.        | Трав.        | Черв.        | Лип.         | Серп.        | Вер.         | Жовт.        | Лист.        | Груд.        | Рік          |
| Абсолютний максимум, °C | 37           | 38           | 37           | 36           | 36           | 33           | 34           | 38           | 40           | 42           | 42           | 38           | 42           |
| Середній максимум, °C   | 31           | 31           | 30           | 31           | 30           | 28           | 28           | 31           | 36           | 37           | 34           | 31           | 31           |
| Середня температура, °C | 24           | 24           | 24           | 23           | 21           | 19           | 19           | 21           | 26           | 27           | 26           | 24           | 23           |
| Середній мінімум, °C    | 18           | 18           | 18           | 16           | 13           | 10           | 10           | 11           | 16           | 18           | 18           | 18           | 15           |
| Абсолютний мінімум, °C  | 14           | 16           | 15           | 11           | 0            | 2            | 0            | 3            | 3            | 11           | 12           | 15           | 0            |
| Норма опадів, мм        | 220          | 210          | 150          | 20           | 0            | 0            | 0            | 0            | 0            | 30           | 100          | 190          | 960          |
| Днів з дощем            | 8            | 8            | 8            | 2            | 0            | 0            | 0            | 0            | 0            | 2            | 7            | 9            | 28           |
| Вологість повітря, %    | 73           | 72           | 66           | 54           | 43           | 39           | 33           | 27           | 24           | 34           | 54           | 68           | 49           |
| ----------------------- | ------------ | ------------ | ------------ | ------------ | ------------ | ------------ | ------------ | ------------ | ------------ | ------------ | ------------ | ------------ | ------------ |
| Джерело: Weatherbase    |              |              |              |              |              |              |              |              |              |              |              |              |              |

## Транспорт
Монгу з'єднане зі столицею країни Лусакою (620 км на схід) автомобільною дорогою. Місто також має невелике летовище, яке використовується переважно замбійськими ВПС і літаками ООН, які повертають додому ангольських біженців.

## Економіка
Монгу — важливий регіональний ринковий центр збуту сільськогосподарської продукції. Довкола Монгу вирощується більша частина замбійського рису, тут росте найкраще в Замбії манго, також цінується по всій країні місцева риба, особливо терапон, що виловлюється в Замбезі. Традиційним для Монгу є також плетіння кошиків і ткацтво.
Серед інших важливих суспільних та господарських установ міста можна згадати кафедральний собор, водонапірну башту і невелику геотермальну електростанцію, яка постачає електрикою місто і околиці.

## Культура
Окремо від міста неподалік від нього знаходиться літня і зимова резиденції літунги — традиційного правителя народу лозі, який населяє цю місцевість. Календарне свято Куомбока, присвячене щорічному переїзду літунги з літнього палацу, який заливається повінню, до зимового, перетворюється на видовищний фестиваль, який приваблює до Монгу численних туристів. У зимовому палаці літунги працює етнографічний музей.